# Neoiraqia
Neoiraqia es un género de foraminífero bentónico de la subfamilia Orbitolininae, de la familia Orbitolinidae, de la superfamilia Orbitolinoidea, del suborden Orbitolinina y del orden Loftusiida. Su especie tipo es Neoiraqia convexa. Su rango cronoestratigráfico abarca el Cenomaniense superior (Cretácico inferior).

## Discusión
Clasificaciones previas incluían Neoiraqia en el suborden Textulariina del orden Textulariida o en el orden Lituolida.

## Clasificación
Neoiraqia incluye a las siguientes especies:
- Neoiraqia convexa †
- Neoiraqia cuvillieri †